# Buzura arenosa
Buzura arenosa là một loài bướm đêm trong họ Geometridae.